# ملیسا دی مارکو
ملیسا دی مارکو (به انگلیسی: Melissa DiMarco) (زاده ۱ ژانویه ۱۹۶۹) بازیگر کانادایی است.
از فیلم‌های معروف او می‌توان به بازی در فیلم مرگ بر اسموچی و از مجموعه‌های تلویزیونی که وی در آن‌ها نقش داشته است می‌توان به دگراسی : نسل بعدی اشاره کرد.